# Hans Bülow
För andra betydelser, se Hans Bülow (olika betydelser).
Hans Curt Bülow, född 9 februari 1956 i Stenbrohults församling, död 14 augusti 2023 i Karlskrona, var en svensk journalist. Han verkade 2003–2020 som politisk chefredaktör på Sydöstran.

## Biografi
Mellan 1977 och 1979 var Bülow anställd vid DDR:s utlandsradio.
Från december 2003 till februari 2020 arbetade han som politisk chefredaktör på socialdemokratiska Sydöstran i Karlskrona, och därefter fortsatte han där som ledarskribent fram till våren 2023. Tidigare hade han varit kommunreporter på tidningen.
Bülow gjorde sig sig känd som en stark motståndare till nynazism och främlingsfientlighet.[källa behövs]